# Álbum de cromos

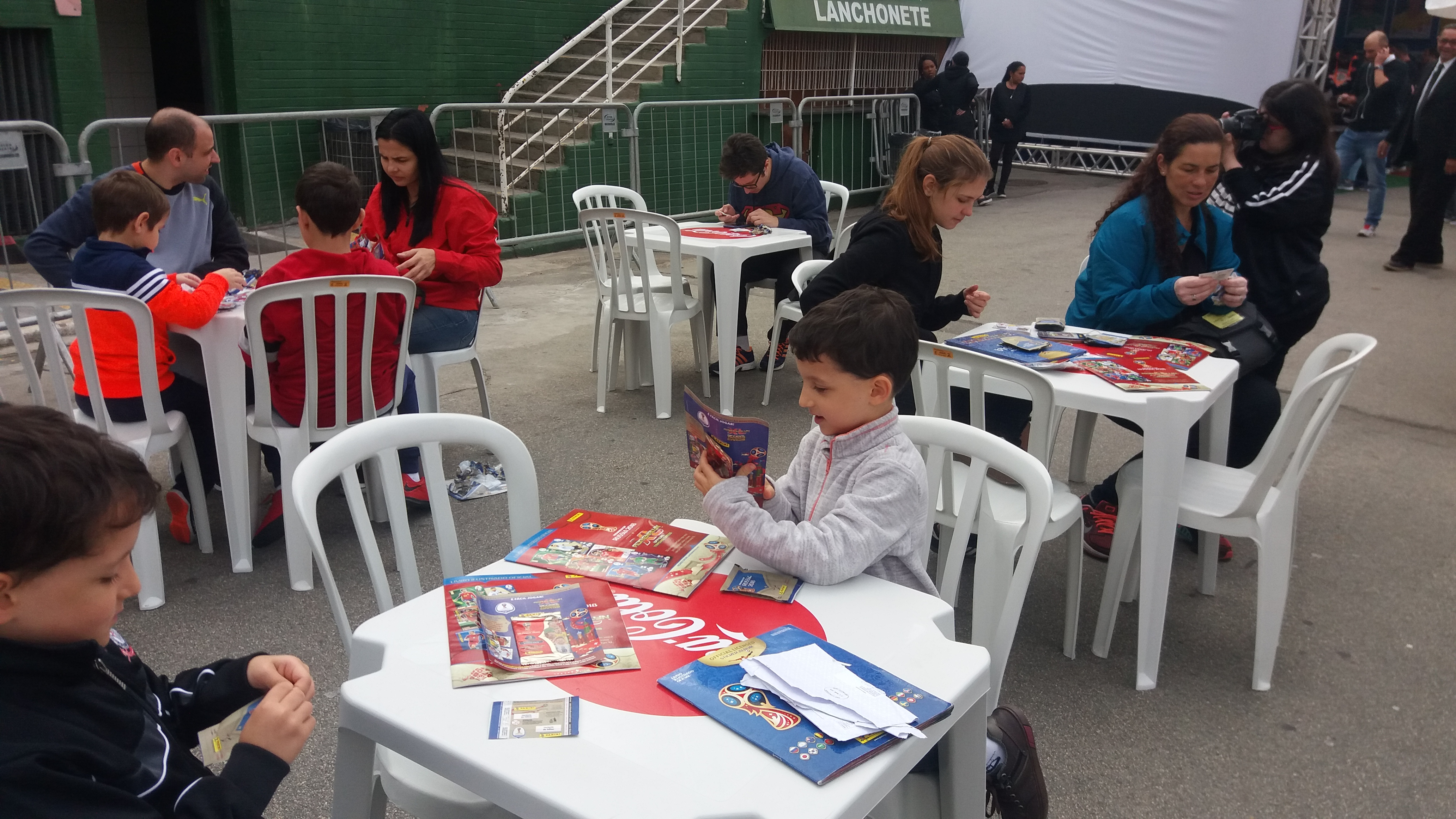
Intercambio de cromos o figuritas.

Un álbum de cromos, álbum de figuritas, álbum de estampas, álbum de láminas, álbum de stickers o álbum de monitos es una publicación que viene con espacios vacíos y numerados en los que deben ser pegados los cromos, sean autoadhesivos o no. Los cromos se compran por separado en pequeños paquetes o sobres de contenido aleatorio. En ediciones automatizadas, existen procesos computarizados para garantizar que la distribución de los cromos en los sobres sea realizada de forma totalmente aleatoria y equivalente.
El pasatiempo de coleccionar cromos consiste en completar el álbum, comprando nuevos paquetes e intercambiando los cromos repetidos con otros coleccionistas. Hay varios temas que pueden ser abordados por las colecciones de cromos, como deportes, música, programas de TV y personajes de historieta. Existen inclusive clubes de coleccionistas en diversas ciudades, aunque la mayor aglomeración de aficionados se halla en Internet.

## Álbumes de los mundiales de fútbol
La editorial Panini se adjudicó los derechos para comercializar los álbumes de los mundiales de la FIFA desde el mundial de 1970, publicando figuritas y cromos de los estadios, futbolistas y emblemas de las selecciones participantes. El primer álbum publicado por Panini fue el del mundial de México 1970, y desde ese entonces ha comercializado los álbumes y cromos de todos los mundiales posteriores en forma consecutiva hasta la actualidad. También comenzaron a imprimir y comercializar álbumes de la Eurocopa desde 1980, como también posteriormente de muchos otros eventos futbolísticos alrededor del mundo. Hoy en día los cromos se imprimen en Italia y también en Brasil.
Según el Grupo Panini, el álbum de la Copa Mundial de la FIFA 2010 vendió 10 millones de paquetes solo en Estados Unidos.

### Álbum digital
Desde 2010 también se puede acceder al álbum virtual de los mundiales de la FIFA, mediante la página oficial de esta, como fue el caso para los mundiales de Sudáfrica 2010, Brasil 2014 y Rusia 2018. Los cromos virtuales se consiguen mediante los códigos que aparecen en la parte posterior de los cromos tangibles comercializados por Panini.
Para la Copa Mundial de la FIFA 2014, tres millones de usuarios de FIFA.com participaron en el concurso Panini Digital Sticker Album. Panini desarrolló una aplicación para la Copa Mundial de la FIFA 2018 donde los fanáticos pudieron recolectar e intercambiar stickers virtuales. Cinco millones de personas reunieron pegatinas digitales para la Copa Mundial 2018.

## Cálculo de probabilidades
Suponiendo que el álbum es honesto (esto es, que para cada uno de los cromos que componen el álbum se imprime una cantidad igual de copias, o, lo que es lo mismo, que cada cromo es equiprobable) entonces la probabilidad de obtener cromos repetidos se aproxima rápidamente a 1, incluso para muestras pequeñas.
La probabilidad de no obtener cromos repetidos en una muestra aleatoria de n cromos, en un álbum de m cromos es:
{\displaystyle 1\cdot {\frac {m-1}{m}}\cdot {\frac {m-2}{m}}\cdot \dots \cdot {\frac {m-n+1}{m}}}
o:
{\displaystyle {\frac {m!}{m^{n}(m-n)!}}}
Por ejemplo, en un álbum de 220 cromos (m = 220), quien compra 18 cromos tiene un 51% de posibilidades de comprar al menos un cromo repetido.